# 道の駅ひがしかわ「道草館」
道の駅ひがしかわ「道草館」（みちのえき ひがしかわ「みちくさかん」）は、北海道上川郡東川町にある北海道道1160号旭川旭岳温泉線の道の駅である。

## 主な施設
- 駐車場
  - 普通車：30台
  - 大型車：3台
  - 身障者用：1台
- トイレ（いずれも24時間使用可能）
  - 男：大 5器 小 8器
  - 女：11器
  - 身障者用：1器
- 公衆電話：1台
- インフォメーションコーナー
- 特産品展示販売コーナー

※そのほか、旭川市のコミュニティ放送局であるFMりべーるのサテライトスタジオも設けており、日曜日 12:00 - 15:00に放送される「コーシンのいっしょけんめい!」（第2、第4日曜日は生放送。それ以外は事前収録による録音放送）でこのスタジオを使用している。

## 休館日
- 年末年始

## アクセス
- 北海道道1160号旭川旭岳温泉線

## 周辺
- 東川町郷土館